# 圖拉克里姆林

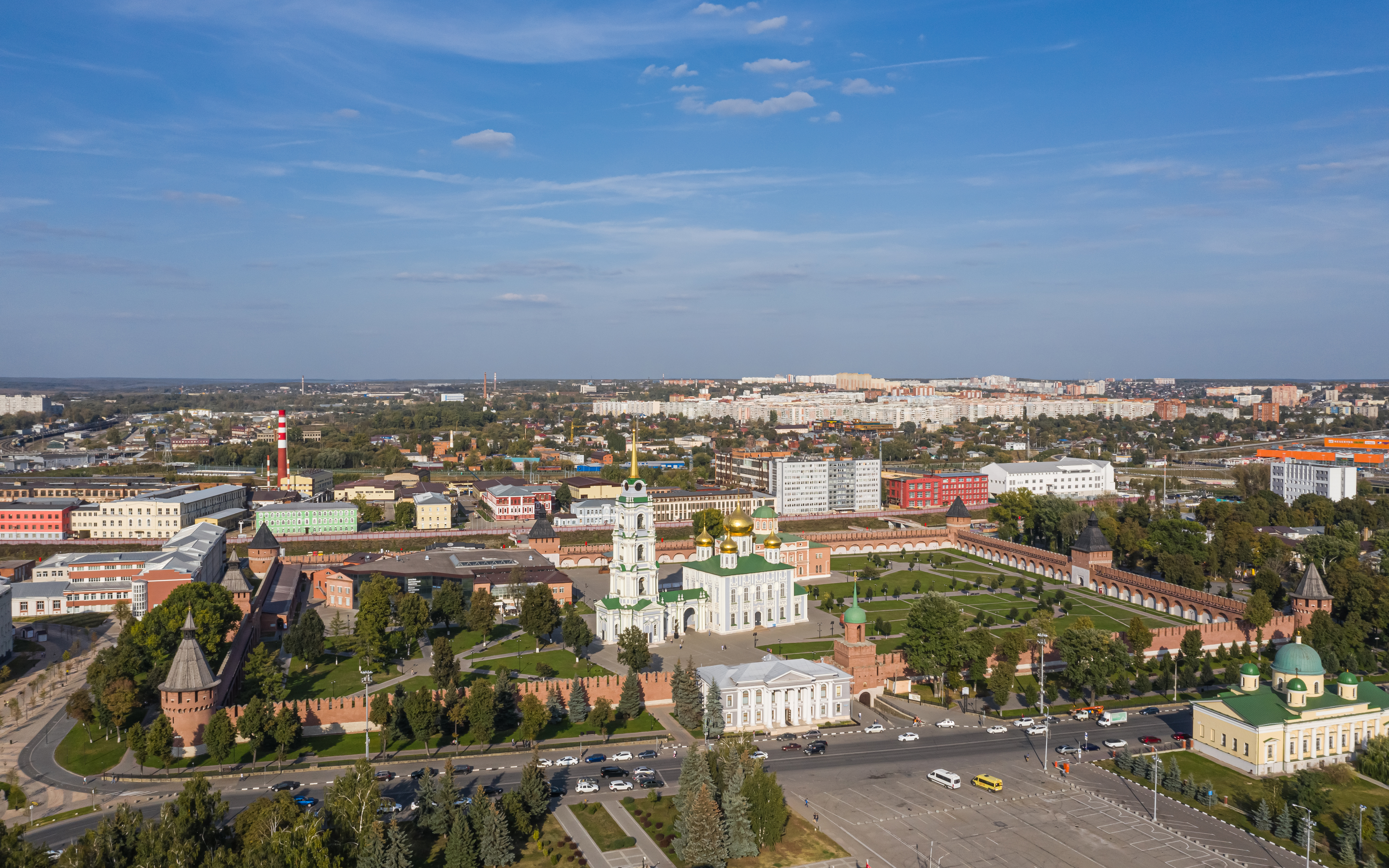

圖拉克里姆林（俄语：Тульский кремль）是俄羅斯城市圖拉的一座要塞建築，修建於16世紀。圖拉克里姆林內有兩座大教堂。圖拉克里姆林於1507年開始修建，不過在17世紀時，圖拉克里姆林已經沒有了軍事意義。1930年代，圖拉克里姆林內的教堂被毀。2012年至2014年，教堂得到了重建。現在圖拉克里姆林作為博物館對外開放。
54°11′43″N 37°37′12″E / 54.1954°N 37.6201°E